# Булатов Михайло Леонтійович
Михайло Леонтійович Булатов (6 грудня 1760 — 2 травня 1825) — російський державний та військовий діяч, омський генерал-губернатор.

## Життєпис
Походив з дворянського роду Рязанської губернії.
На військову службу вступив 24 лютого 1776 солдатом до лейб-гвардії Ізмайловського полку. 23 січня 1781 випустився з гвардії поручиком до Володимирського піхотного полку.
1783 отримав звання капітана та був переведений до Ладозького піхотного полку. Брав участь у сутичках із горцями на Кавказі, у битвах з турками у 1787–1791 роках, відзначився під час штурму Ізмаїла.
1792 та 1793 року перебував у Польщі. Був призначений імператрицею одним із головних представників Росії під час першого розділу Польщі, визначав нові кордони з Австрією та Пруссією.
У 1794–1796 роках обіймав посаду генерал-квартирмейстера в армії графа Петра Рум'янцева. Склав докладну мапу Волинської та Подільської губерній. Був членом комісії з другого та третього розділів Польщі. 30 грудня 1797 року отримав звання полковника Генерального штабу з переводом до Києва на посаду начальника штабу корпусу Гудовича. Утім у Києві полковник бував дуже рідко: його як генштабіста, що мав багаторічний бойовий досвід, постійно відряджали до найбільш відповідальних ділянок.
Чин генерал-майора отримав 18 травня 1799 разом із переводом до Ямбурзького кірасирського полку. Того ж року був зарахований до Генерального штабу.
1800 отримав пост у депо з управління квартирмейстерською частиною, обіймав посаду каштеляна Петергофського палацу. Провів кілька картографічних зйомок (у тому числі берегів Фінської затоки поблизу зі Стрельною).
26 листопада 1803 року був нагороджений орденом Святого Георгія IV ступеня.
1807 року командував бригадою під час битв з французами у Пруссії. 12 грудня того ж року був призначений шефом Могилівського мушкетерського полку.
Брав участь у російсько-шведській війні. 15 квітня 1808 року під Револаксом його зведений загін з 1500 чоловік був атакований шведами, та під час спроби прорвати кільце оточення Булатов зазнав трьох вогнепальних поранень. Потрапив у полон, був відправлений до Стокгольма, де був прооперований найкращими лейб-медиками короля Швеції.
Повернувшись 1809 року, був виправданий військовим судом та відряджений до Бессарабії, де воював з турками під Бабадагом, Силістрією, Шумлою, Рущуком, а за Батинську битву 21 листопада 1810 року отримав орден Святого Георгія III ступеня.
1812 командував корпусом у Дунайській армії. У липні наздогнав армію біля Луцька. У вересні завдав поразки польсько-саксонському загону Лісовського, відкинувши його до Кобрина та Брест-Литовська. Командуючи своїми частинами, брав участь у битвах при Горностаєві, Волковиську, Пінську. 1813 брав участь в облозі Ченстохови та у Дрезденській битві. Закінчив свій бойовий шлях під стінами Гамбурга, де взяв у полон 14 корпус, який очолював маршал Сен-Сир. Під час блокади Гамбурга зазнав двох тяжких поранень.
У 1815–1816 роках командував військами між Дністром, Прутом і Дунаєм. З 1820 — головнокомандувач військ у Бессарабії. 7 серпня того ж року був нагороджений орденом Святого Володимира 3 ступеня. Звання генерал-лейтенанта отримав 26 листопада 1823 року, після чого був призначений командиром 27 піхотної дивізії, що прославилась 1812 року.
Останньою його посадою стало генерал-губернаторство в Омській області (1824–1825).

## Родина
Вперше був одружений з Софією Лещинською, онукою польського короля Станіслава Лещинського, тестя короля Франції Людовика XV та, відповідно, племінницею королеви Франції Марії. Померла 1796 року. Від того шлюбу народився син Олександр (1793–1826) — декабрист, був одружений з Єлизаветою Мельниковою.
Вдруге одружився з Марією Нілус, дочкою Київського генерал-губернатора, генерал-аншефа Богдана Нілуса. Від того шлюбу народились:
- Михайло (?-1837), камер-паж імператриці Марії Федорівни, загинув на дуелі;
- Олександр (1801–1874) — похресник Олександра I, штабс-капітан, служив у лейб-гвардії гренадерському полку.